# Alphonse Bedeau
Pour les articles homonymes, voir Bedeau.
Alphonse Marie Bedeau est un général et homme politique français, né le 19 août 1804 à Vertou (Loire-Inférieure) et mort à Nantes le 29 octobre 1863. 
Il effectue l'essentiel de sa carrière militaire en Algérie, dont il devient brièvement gouverneur général. Il accède ensuite à diverses responsabilités politiques et ministérielles.

## Biographie

### Jeunesse et formation
Selon son acte de naissance il s'appelle Bedeau. Certains documents officiels font état de « de Bedeau ». Son père, Marie Mathurin Rémi Bedeau, est un ancien capitaine de vaisseau ; Sa mère est Michelle Prudence Chalumeau, dame de La Roberdière.
Le général Bedeau entre, à l'âge de 16 ans, le 29 octobre 1820 à l'école militaire de Saint-Cyr, et en sort le 1er octobre 1822, en qualité de sous-lieutenant-élève, à l'école d'application d'état-major. Il sert successivement au 8e régiment de cuirassiers, et dans les lanciers de la Garde royale.

### Carrière militaire
Le 1er octobre 1828, il est promu au grade de lieutenant aide-major au 2e régiment d'artillerie à cheval, capitaine au 5e léger le 12 juillet 1831. Il est détaché auprès du général Ferrier, dont il devient l'aide de camp. Attaché, en cette qualité, aux généraux Gérard et Schramm, il fait sous leurs ordres les campagnes de Belgique de 1831 et 1832. Proposé pour la Croix pendant la campagne de Belgique, il est décoré le 16 janvier 1833.
Lorsque, en 1836, à la réorganisation de l’armée, il devient loisible aux officiers d’état-major d’entrer dans les nouveaux corps, il obtient de passer chef de bataillon à la Légion étrangère, en formation à Pau, qu'il est chargé de mener à Alger. Il ne tarde pas à s'y distinguer dans les combats auxquels son corps prend part. Lieutenant-colonel au 17e léger le 11 novembre 1837, il combat en Algérie au cours de plusieurs expéditions. Il fait partie des deux expéditions de Sétif, 16 et 17 octobre 1838 et mai 1839. Il est promu le 4 décembre 1839 au grade de colonel au 17e léger. Il est blessé par deux fois dans l’expédition de Cherchell. Le 2 mai 1840, au célèbre passage du col de Mouzaïa, il est chargé de repousser les attaques de l’ennemi sur les arrières de l’armée et résiste aux troupes d’Abd el-Kader dans la gorge du marabout de Sidi-Moussa. Il se signale encore dans les ravitaillements de Miliana. L’année suivante, le 27 mai 1841, le colonel est nommé maréchal de camp et mis à la disposition du gouverneur général de l’Algérie, qui le charge d’opérer sur la frontière du Maroc.
En 1844, il prend part à la bataille de l'Isly, à la suite de laquelle il est nommé lieutenant général, puis commandant supérieur de la province de Constantine. Il fait deux campagnes au printemps et à l’automne de 1845, et se distingue en 1847 dans l’expédition dirigée contre les Kabyles de Bougie. Le 10 juillet, il est nommé gouverneur général par intérim et remplacé par le duc d’Aumale.

### Carrière politique

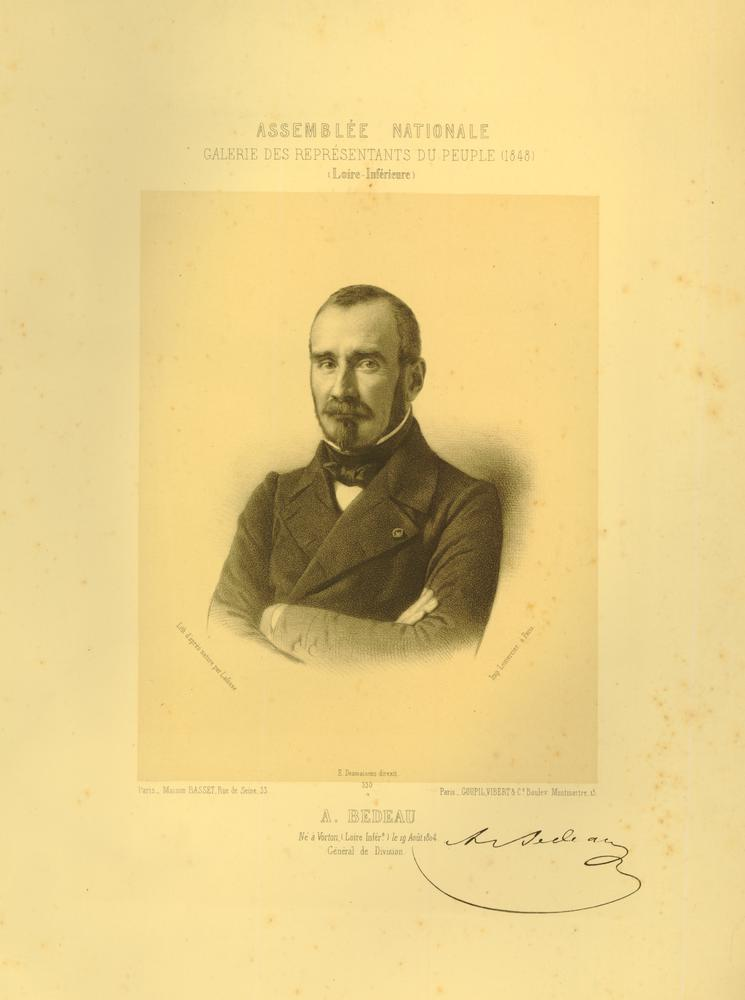
Alphonse Bedeau

Il est à Paris en février 1848. Le 24, à la tête des troupes, il parcourt les rues de Paris, s'efforçant d'y rétablir l'ordre. Les premiers régiments qui défilent sur les boulevards, la crosse en l'air en face de l’émeute populaire, sont guidés par lui. Il commande les chasseurs d'Orléans au moment de l'attaque du poste de l'allée Gabrielle. Sa conduite en cette occasion lui vaut d’être proposé comme ministre de la guerre du nouveau régime. Il décline la proposition, mais accepte le poste de Gouverneur militaire de Paris et le mandat de représentant de la Loire-Inférieure à l'Assemblée constituante, dont il devint vice-président. Il est nommé représentant de la Seine à la Législative.
Blessé en combattant l'insurrection de Juin, il est membre de la droite à l'Assemblée législative, et occupe brièvement le poste de ministre des Affaires étrangères du gouvernement Cavaignac (29 juin - 17 juillet 1848). Hostile au coup d'État du 2 décembre 1851, il est arrêté dans la nuit du 2 décembre par le maréchal de Saint-Arnaud et incarcéré à la prison Mazas. Mis à la retraite le 5 août 1852, il se retire en Belgique où il réside jusqu’à l’amnistie de 1859.
Alphonse Bedeau meurt le 29 octobre 1863, et est enterré au cimetière La Bouteillerie à Nantes.
En 1883 le village de Bedeau, actuellement Ras El Ma, est baptisé en son honneur. Cette ville algérienne se situe dans la wilaya de Sidi-Bel-Abbès.

## Distinctions

### Décorations
- Grand officier de la Légion d'honneur (8 août 1847)
  - Commandeur de la Légion d'honneur le 30 août 1842
  - Officier de la Légion d'honneur le 21 juin 1840
  - Chevalier de la Légion d'honneur 16 janvier 1833

### Citations
- Cité à l’ordre de l’armée à Constantine le 13 octobre 1837
- Cité à l’ordre, environs de Bougie du 12 au 15 mai 1839
- Cité à l’ordre de l’armée le 21 juin 1840 puis le 18 décembre 1840
- Cité à l’ordre le 28 avril 1841
- Épée d’honneur par les habitants de Guérande (1841)